# ブレーメン・ドイツ室内フィルハーモニー管弦楽団
ドイツ・カンマーフィルハーモニー管弦楽団（独：Die Deutsche Kammerphilharmonie Bremen）は、ドイツ・ブレーメンに本拠を置く室内オーケストラである。

## 沿革
- 1980年にユンゲェ・ドイチェ・フィルハーモニーのメンバーなど音楽大学の学生が有志となって設立。
- 1983年、ニューヨークの国際連合本部での演奏。
- 1984年/1985年、ギドン・クレーメルの招きによりロッケンハウス音楽祭で演奏。
- 1987年にプロの楽団としてフランクフルトを本拠地に正式発足。
- 1992年に本拠地をブレーメンへ移転。

2004年、パーヴォ・ヤルヴィが芸術監督に就任以降、2004年8月のザルツブルク公演を評してウィーン・スタンダード紙は「昨夏のザルツブルク音楽祭における最高の驚き」、2005年8月の米ニューヨーク・タイムズ紙は「この夏の一大事件」、独ディ・ヴェルト紙は「現代で最高の透明感と感受性を備えたオーケストラ」と表現し、2007年8月には、ニューヨーク・サン紙は「今日の信頼できるベートーヴェン・オーケストラ」と絶賛して、短期間に国際的オーケストラとしての存在感を決定付けた。

## 歴代首席指揮者
- マリオ・ヴェンツァーゴ
- ハインリヒ・シフ
- イルジー・ビエロフラーヴェク
- トーマス・ヘンゲルブロック（芸術監督／1995-1998）
- ダニエル・ハーディング（音楽監督／1999-2003）
- パーヴォ・ヤルヴィ（芸術監督／2004-現在）

## 現在の活動
ドイツ・カンマーフィルは、ブレーメンの音楽シーンには欠かせない存在となっている。毎年2つの定期公演シリーズと室内楽シリーズ、スペシャルコンサート、夏の野外音楽祭（Sommer in Lesmona）で演奏する他、1998年以降はブレーメン音楽祭でもクラウス・マリア・ブランダウアー等と音楽劇場公演に出演するなど、重要な役割を担っている。
ドイツ・カンマーフィルとヤルヴィの関心は、現在その大部分がベートーヴェンの交響曲に向けられ、このベートーヴェンへの強いこだわりが、熱烈な支持を集める源になった。このコンビによるコンサートでは、耳に馴染んだ名曲が常に生気と説得力に満ちた新しい形で提示される。彼らが始動させたベートーヴェンの交響曲全曲を演奏し最新の5.1 DSDテクノロジーを採用してレコーディングを行う「ベートーヴェン・プロジェクト」は、2008年にボン・ベートーヴェン音楽祭の開幕コンサートで交響曲第9番 (ベートーヴェン)を演奏するまで継続する。また、同プロジェクトによるCD第1作となった3番と8番はドイツの年間批評家賞を受賞した。
ドイツ・カンマーフィルは、パーヴォ・ヤルヴィをはじめとする著名指揮者、および世界の一流ソリストの共演を得て、世界各地の主要音楽祭とコンサートホールに出演している。2005年からは、レジデントオーケストラとしてボン・ベートーヴェン音楽祭を支え、常に聴衆を沸かせた。2009年にはザルツブルク音楽祭でベートーヴェンの交響曲全曲演奏を行った。これらの源となっているのは、オーケストラを規律する室内楽的アプローチで、各楽団員が室内楽の演奏に様に高度な自発性を持ち寄ることで、時として指揮者不在でも最高のコンサートを成立させることができる。
現在ではレパートリーはベートーヴェンの交響曲を中心としながらも、バロックから現代音楽まで幅広く拡大している。また、創立以来、特定ジャンルのスペシャリストを招いて演奏することが伝統になっている。ハインツ・ホリガーやピエール・ブーレーズと現代的な音楽で共演することと、トン・コープマン、トレヴァー・ピノック、マルク・ミンコフスキらの古楽指揮者を迎えてバロック音楽で共演することは、同オーケストラではごく自然に両立する。また、ジャンルを越えたクロスオーバー・プロジェクトにも継続的に取り組んでいる。ザビーネ・マイヤー、ヴィクトリア・ムローヴァ、ハインツ・ホリガー、オッリ・ムストネン、エレーヌ・グリモー、ハインリヒ・シフ、クリスティアン・テツラフ、エリザーベト・レオンスカヤ、ヒラリー・ハーン、諏訪内晶子、ジャニーヌ・ヤンセンなどの世界的ソリストたちと協演している。
主なレコーディングは、ハーディング指揮でブラームス交響曲第3・4番やベートーヴェン序曲集、ヤルヴィ指揮でベートーヴェン交響曲シリーズや仲道郁代のピアノ独奏でベートーヴェンのピアノ協奏曲全集などがある。
録音は、ドイツ・グラモフォン、テルデック、BMG、ヴァージンクラシックス、デッカ、ベルリンクラシックス、ペンタトーンなど、権威あるレーベルによって多様なレパートリーが収録されている。

## その他の活動
また創設以来、教育事業にも力を注ぎ、コンサート入門やワークショップの開催、および各種学校や成人教育機関とのコラボレーションなどに取り組んでいる。　現在、同オーケストラは企業として運営されており、楽団員それぞれが共同経営者として、財政面についても全面的責任を担っている。同楽団の助成金依存率がわずか30%弱にとどまり、残り7割以上を楽団自らの収入で賄っている事実を考えると、この運営手法は特筆に値する。
芸術活動と並存した企業活動の追及は、高パフォーマンス集団の研究家として著名なザールラント大学のクリスチャン・ショルツ教授の指導によって実現した。この分野の研究成果をもとに考案されたマネジメントツール「5ゼクンデ・モデル」を採用し、オーケストラ企業として継続的な活動効率の最適化を目指している。またショルツ教授とともに、5モゼクンデ・モデルの導入に関心を持つビジネス界・産業界の企業幹部向けにマネジメントトレーニングも実施している。
創立35年を経てドイツ・カンマーフィルがこのような大成功に至る背景には、クラフトフーズ社、ブレーメン貯蓄銀行、Kaefer Isoliertechnik社という主要スポンサーを筆頭に、取引先や出資者からの惜しみない支援があった。また、ブレーメン市の全面的な協力がなければ、活動そのものが成立しなかったであろう。その他数多くの後援者たちから提供される活動支援と寄付金に支えられ、今後も音楽的な目標に向かってたゆまぬ努力を続けていくことができるのである。